# Luis María Anson Oliart
Luis María Anson Oliart (Madrid, 1935), és un periodista i escriptor espanyol que dirigeix el suplement El Cultural del diari El Mundo i és president del Consell Editorial del Grup Intereconomía. És germà de Rafael Anson Oliart.

## Biografia
Nasqué el 8 de febrer de 1935 a la ciutat de Madrid. Va estudiar en el Col·legi del Pilar i el 1954 va ingressar a l'Escola Oficial de Periodisme, encara que des de l'any anterior ja s'havia convertit en col·laborador habitual del diari ABC. Un cop llicenciat en fou redactor, cap de secció, cap de redacció i sotsdirector d'aquest, així com director del número dominical. El 1957 va ser nomenat conseller de redacció de la revista Reino.
El 1960 va obtenir el Premi Luca de Tena per un treball sobre la catàstrofe d'Agadir i el 1964, el Premi Mariano de Cavia. Ha estat membre del Consell Privat del Comte de Barcelona, Joan de Borbó, i secretari d'Informació del seu Secretariat Polític, fins a la dissolució d'ambdós organismes el 29 de juliol de 1969. Professor de l'Escola Oficial de Periodisme de Madrid, el gener de 1970 en fou nomenat sotsdirector.
El setembre de 1971 fou nomenat sotsdirector d'ABC, deixant el cap de redactor del suplement dominical que fins aquell moment havia desenvolupat. El 1974 va obtenir el Premi Víctor de la Serna de l'Asociación de la Prensa de Madrid. El 1975 va ser director de les revistes Blanco y Negro i el 1976 de Gaceta Ilustrada. Aquell any va succeir Manuel Aznar Zubigaray en el Consell de direcció de La Vanguardia, per esdevenir el 28 de setembre del mateix any President de l'Agència EFE, càrrec que va ocupar fins a gener de 1983. El 1980 li fou atorgat el Premio Nacional de Periodismo.
El 13 de gener de 1983 el Consell Administratiu de Prensa Española, empresa editora del diari ABC, el nomena director del periòdic en substitució de Guillermo Luca de Tena, que va passar a ser-ne editor. En el seu nou càrrec va passar a modernitzar el diari, passant a ser el segon més venut de l'estat espanyol, després d'El País. Des de la seva privilegiada posició va participar en el procés iniciat per diferents mitjans de comunicació, i influents personatges de la dreta espanyola, per derrocar el Govern de Felipe González: «Calia acabar amb Felipe González, aquesta era la qüestió. En pujar el llistó de la crítica es va arribar a tal extrem que en molts moments es va fregar l'estabilitat del mateix Estat. Això és veritat. Tenia raó González quan va denunciar aquest perill..., però era l'única manera de treure'l d'aquí».
El 1991 fou guardonat amb el Premi Príncep d'Astúries de Comunicació i Humanitats.
El setembre de 1996 va acceptar una oferta del grup mexicà Televisa per encarregar-se del seu projecte de televisió digital, i el 28 de novembre va subscriure en nom d'aquesta companyia un acord amb Telefónica, TV3, Antena 3, Canal 9, Televisió de Galícia i Telemadrid per a la difusió dels serveis de televisió digital terrestre a Espanya. El 13 de juny de 1997 va abandonar la direcció del diari ABC, després de catorze anys, per passar a ser president de Televisa Espanya, vicepresident del grup Internacional Televisa i membre del seu Consell. Electe el 1996, a començaments de 1998 va ingressar com a acadèmic a la Reial Acadèmia de la Llengua Espanyola, apadrinat per Fernando Lázaro Carreter, i al juny del mateix any va decidir participar en la fundació d'un nou diari nacional La Razón. A l'octubre assumeix el càrrec de President del Consell de Redacció de La Razón i deixa la Presidència de Televisa Espanya, encara que continua com membre del Consell d'Administració de Televisa. La Razón surt al carrer el 5 de novembre de 1998, defensant en la seva línia editorial la monarquia i la unitat d'Espanya, amb una orientació molt conservadora especialment dirigida a l'àmbit de la cultura. En aquest periòdic va escriure la columna denominada "Canela fina" fins que es va acomiadar del diari el 2005 per a dirigir el suplement El Cultural que es distribuïx amb el periòdic El Mundo.

## Obra
- La monarquía, hoy (1957)
- La hora de la monarquía (1958)
- El Gengis Kan Rojo (1960)
- Sobre la creación poética (1962)
- La justa distribución de la riqueza mundial (1962)
- El grito de Oriente (1965)
- El grito de Occidente (1965)
- La negritud (1971)
- Don Juan, Barcelona: Plaza y Janés, 1994.
- Antología de las mejores poesías de amor de la lengua española, Barcelona: Plaza y Janés, 2000.